# مسييه 74

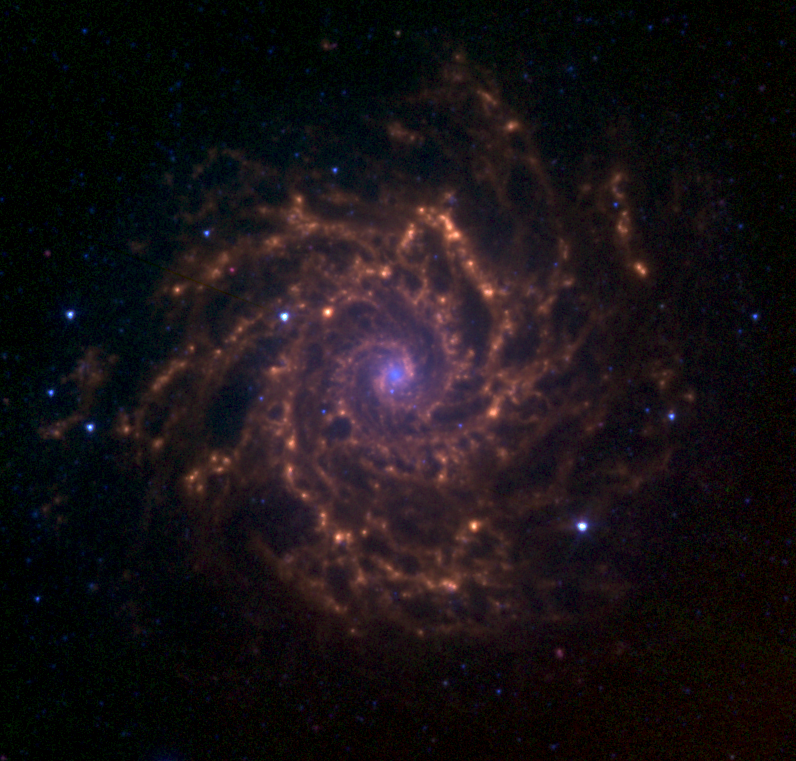
مسييه 74

م74 أو مسييه 74 (بالإنجليزية: Messier 74) هي مجرة إهليجية تشبه مجرتنا وتقع
في برج الحوت. تحمل طبقا لفهرس مسييه رقم 74، ويرمز لها طبقا للفهرس الفلكي الجديد NGC 628. وتتكون المجرة من ذراعين واضحين، ولهذا تستخدم صورها أحياناً لشرح بناء المجرات الإهليجية.

## تاريخ اكتشافها
اكتشف المجرة مسييه 74 بيير ميشان عام 1780. وأبلغ ميشان عن اكتشافها شارل مسييه فضمها مسييه إلى قائمة فهرسه للسدم.

## اقرأ أيضا
- نجم
- مجرة
- قزم أبيض
- عملاق أحمر
- الانفجار العظيم
- خط زمني للانفجار العظيم
- نجم نيوتروني
- ثقب أسود

## وصلات خارجية
- موقع الكون